# Egyptische ui
De Egyptische ui, boomui of etage-ui (Allium cepa var. viviparum) is een variëteit van de ui, een plant uit de narcisfamilie, die zowel min of meer ronde bolletjes in de grond als in de bloeiwijze vormt. De Egyptische ui lijkt veel op de sint-jansui (Allium fistulosum var.  bulbiferum), maar die vormt langwerpige bollen in de grond, het blad is fijner en de broedbolletjes zijn kleiner. Het is een vaste plant, maar voor het verkrijgen van voldoende grote bollen moeten elk jaar aparte bollen opnieuw worden geplant.
De Egyptische ui bloeit in juli en augustus. Voor het verkrijgen van grotere bollen in de grond moeten de bloemstengels getopt worden. De volgroeide bollen worden geoogst in de herfst, maar ook jonge bolletjes zijn geschikt voor consumptie.
Egyptische ui is vatbaar voor valse meeldauw.